# دماغة سفيد
دماغة سفيد هي قرية في مقاطعة دهقان، إيران. في تعداد عام 2006، لوحظ وجودها، ولكن لم يتم الإبلاغ عن سكانها.